# KK Borik
KK Borik ist ein Basketballverein aus Zadar, Kroatien. Zurzeit spielt der Verein in der kroatischen ersten Liga.

## Geschichte
KK Borik ist neben KK Zadar der zweite Verein aus Zadar in der ersten kroatischen Liga. Allerdings konnte man bei weitem nicht an die Erfolge des großen Vereins anknüpfen.
Siehe auch: Basketball in Kroatien